# Uniformizmus
Az uniformizmus (uniformitás) elvének úttörője James Hutton volt, de elterjesztése a neves 19. századi geológus, Charles Lyell nevéhez fűződik (Principles of Geology), ezért szokták Lyell-elvként is említeni, illetve aktualitás elve néven is ismerik.
Az uniformizmus Lyell megfogalmazta elve szerint a Föld fejlődését a múltban alakító erők azonosak a ma is működőkkel. Az uniformizmus elvét a geológián kívül is alkalmazzák, e szerint, aki egyes jelenségek múltbeli változásait akarja megérteni, annak azok mai változásait kell megfigyelnie. 
Az uniformizmus elve mint a jelen és a múlt között kapcsolatot teremtő elv régóta használatos a biológiában (lásd például Darwinnál a fajok változásának magyarázatában), de újabban a humántudományokban is feltűnt. Egyes nyelvészek például úgy gondolják, hogy aki a nyelv múltbeli változásait akarja megérteni, annak mai változásait kell megfigyelnie, hiszen „nincs okunk kételkedni abban, hogy a nyelvi folyamatok a múltban is olyanféleképp játszódtak le, ahogyan ma” (Sándor–Kampis 2000: 128).
Az uniformizmus elve hozzájárul „a megfigyelhető és a nem megfigyelhető jelenségek közötti gátak lebontásához és a tudomány számára létfontosságú természetes általánosítás megalapozásához. Hallgatólagosan ugyanis minden tapasztalati tudomány egy teljes adatmező ismeretét tételezi fel, miközben mindig csak egy adott minta hozzáférhető a számára; a kettő között a Lyelléhez hasonló segédelvek biztosítják az átjárást. Lyell elve alapján nincs okunk kételkedni abban, hogy a (…) folyamatok a múltban is olyanféleképp játszódtak le, ahogyan ma, csak éppen a mai folyamatok közvetlenül megfigyelhetők, a múltbeliek meg nem.” (uo. 127–128).

## Külső hivatkozások
- Uniformitarianism discussed at PhysicalGeography.net
- Uniformitarianism discussed at the Geography section of About.com Archiválva 2015. szeptember 5-i dátummal a Wayback Machine-ben